# José Siurob
José Jesús Leonardo Eugenio Siurob Ramírez (Querétaro, Querétaro; 14 de noviembre de 1886-Ciudad de México, 5 de noviembre de 1965), conocido como José Siurob, fue un médico, escritor, militar y político mexicano. Participó en la Revolución mexicana en los ejércitos Maderista y Constitucionalista. Se desempeñó como gobernador de Querétaro en 1915, gobernador de Guanajuato de 1915 a 1916 y como jefe del Departamento de Salubridad Pública de 1935 a 1938 y como jefe del Departamento del Distrito Federal de 1938 a 1939 durante la presidencia de Lázaro Cárdenas.

## Primeros años
Hijo de Emiliano Siurob González de Cosío y Guadalupe Ramírez Gutiérrez. Nació en la ciudad de Querétaro el 14 de noviembre de 1886. Hizo la carrera de medicina en la Escuela Nacional de Medicina, pero se graduó una vez terminada la lucha. 
Estudió la educación básica en el Liceo Católico de Querétaro. Posteriormente estudió en la Escuela Nacional de Medicina, donde obtuvo su título profesional en 1912. Allí inició también su vida política siendo líder estudiantil, organizando las primeras manifestaciones de repudio a la administración del presidente Porfirio Díaz. Regresó a Querétaro al obtener su título profesional. Allí instaló su consultorio privado, donde además de atender a gente de bajos recursos, los apoyaba para la compra de sus medicinas.

## Revolución mexicana
Se incorporó al movimiento armado de Venustiano Carranza como médico en el Cuerpo del Ejército del Noreste.
Al triunfar el movimiento, reclamó su derecho a la Gubernatura del Estado, que le correspondía conforme al Plan de Guadalupe, pero habiendo sido las fuerzas de Pablo González Garza las que ocuparon Querétaro, fue postergado para dar ese puesto al Coronel Federico Montes, guanajuatense.
Cuando se dio la escisión villista, el entonces teniente coronel José Siurob estuvo en Veracruz con el presidente Carranza, y al formarse el Ejército de Operaciones que comandó Álvaro Obregón y que iba a terminar con el villismo, le fue dado el rango de coronel y el mando de la Brigada General Escobedo, agregando sus fuerzas al grupo comandado por el general Fortunato Maycotte.
Estuvo en el combate de Peón, cerca de San Juan del Río, y fueron sus soldados los que ocuparon Querétaro la madrugada del 16 de abril de 1916, asumiendo el Dr. Siurob el cargo de Gobernador del Estado. Posteriormente, razones políticas determinaron que intercambiara el gobierno de Querétaro por el de Guanajuato, que ocupó hasta el año de 1917.
Desde 1917 hasta 1925 fue diputado federal por el distrito de Cadereyta. 
Desde 1926 y hasta 1928 fue gobernador del Territorio de Quintana Roo, y a él se debe la formación de la ciudad de Payo Obispo, actual Chetumal, capital del territorio, y la pacificación de la región, al ocupar Chan Santa Cruz, la ciudad ocupada por los mayas rebeldes durante la Guerra de Castas.
En el ejército alcanzó el grado máximo de general de división.

## Carrera política
Fue diputado federal en cinco ocasiones: en dos presidente del Congreso. En 1914 gobernador del estado de Querétaro, gobernador de Guanajuato de 1915 a 1916. 

### Gobernador del Territorio de Quintana Roo
El 20 de diciembre de 1927 fue nombrado gobernador de Quintana Roo, aunque tomó posesión el 14 de febrero de 1928. 
Se inició la construcción de las primeras carreteras a pueblos cercanos; de los primeros aljibes –depósitos donde se captaba el agua de lluvia para surtir el líquido a la población-- se edificó el campo de aterrizaje Morelos y el mercado Leona Vicario, se introdujo el servicio telefónico a Payo Obispo y a poblados ubicados en la ribera del Río Hondo.
En general, impulsó la economía de la capital del Territorio. Comenzó la construcción del Hospital Civil, cuyos cimientos luego fueron aprovechados para la edificación de la Escuela Correccional (Hospital Morelos).
Promovió la creación del segundo escudo de Quintana Roo que fue elaborado por Gaetano Maglione. Inició la afectación de algunos latifundios y organizó las primeras cooperativas. 
El 2 de junio de 1929 firmó con el general indígena Francisco May Pech el histórico acuerdo de paz y de obediencia que se alcanzó con los rebeldes mayas que habían continuado la lucha emprendida durante la Guerra de Castas en la península de Yucatán, en el que destacaron: la disposición del gobierno federal para otorgar concesiones forestales a los jefes mayas libertad para vender sus productos; a cambio, los indígenas respetarían las concesiones de otras personas; los mayas autorizaron la instalación de escuelas en sus comunidades y la supresión de la pena de azotes (pila de los azotes); juraron fidelidad a la bandera nacional y prometieron no izar nunca más la inglesa; se aceptó la presencia del delegado de gobierno, pero éste sería ayudado por un consejo formado por cinco mayas nombrados por ellos mismos.
En ese acto, considerado por muchos historiadores como el verdadero fin de la Guerra de Castas, un soldado maya y otro federal originario de Juchitán, Oaxaca, se dieron un abrazo como símbolo del fin de las rencillas.[cita requerida]
Por otro lado la producción de chicle alcanzó niveles récord (1929). En 1930 abanderó el Territorio. 
Fue inspector del Ejército Nacional (1932-1934), jefe de sanidad militar (1934-1935), jefe del Departamento Central (1938).

### Jefe del Departamento de Salubridad Pública
Dejó el gobierno del territorio de Quintana Roo para fungir como gobernador del Distrito Federal por poco más de un año y luego jefe del Departamento de Salubridad Pública de 1935 a 1938 y nuevamente de 1939 a 1940.
En su paso por dicho departamento se destacó por la construcción de infraestructura médica. Construyó un hospital en Ixtlán de Juárez (Oaxaca), un hospital para tuberculosis en San Lorenzo Huipulco (Distrito Federal) y un hospital para pinta en Argelia (Michoacán), y reparó y adaptó un hospital para la lepra en Sarabia (Guanajuato). Continuó las obras de la estación de cuarentena en Manzanillo y de la Leprosería Dr. Pedro López en Zoquiapan.
En 1938 fundó el Instituto Biotécnico, pionero en México para la investigación y fabricación de vacunas y sueros para animales. Y en 1939 fundó el Instituto de Salubridad y Enfermedades Tropicales. Representó a México en la Conferencia Panamericana de Directores de Salubridad en Washington (1936-1940).[cita requerida] Al final de su encargo, había dejado iniciado y trazados los lineamientos para el Hospital General.

## Últimos años y muerte
Por causas de salud se retiró de la política en 1945, siendo director de los Servicios Sociales del Ejército.
Retirado en 1945, falleció en la Ciudad de México en 1965.

## Condecoraciones
Fue condecorado en varias ocasiones: medalla de oro del gobierno y Congreso de Puebla, por la campaña antialcohólica nacional; condecoración de segunda y de tercera por antigüedad en el Ejército Nacional; medalla de oro por trabajos de Salubridad Pública en 1939, condecoración “Defensores de la República” como descendiente del libertador Hidalgo, del que era sobrino en tercer grado.[cita requerida]

## Obras
Fue autor de varios ensayos científicos y militares, así como de artículos y discursos de carácter diverso, entre ellos: Ensayo Geográfico del Territorio de Quintana Roo, Tendencias modernas de la salubridad en la República Mexicana y La medicina social en México. 